# Кисьва
Кисьва́ — село в Пронском районе Рязанской области. Входит в состав Погореловского сельского поселения.

## Население
- Согласно сведениям 1859 г.[2], в Кисьве насчитывалось 122 двора с 1008 жителями (505 мужчин, 503 женщины).
- Согласно изданию «Населённые места Рязанской Губернии» за 1906 г.[3], основывающемся на данных переписи 1897 года, в селе насчитывалось 215 дворов с 1534 жителями (770 мужчин, 764 женщины).

| 1859 | 1897  | 1906  | 2010 |
| ---- | ----- | ----- | ---- |
| 1008 | ↗1273 | ↗1534 | ↘393 |

Особенностью села Кисьва является то, что существенную часть постоянного населения составляют турки-месхетинцы, которые были эвакуированы в том числе в Кисьву в 1989 году по причине межэтнического конфликта.

## История
В качестве села Кисьва упоминается в писцовых книгах Каменского стана 1628 и 1629 годов, где половина села значится за князем Михаилом и князем Андреем Ивановыми, детьми Мещерского, по государевой ввозной грамоте за приписью дьяка Неупокоя Кокошина. «отца их поместье, а прежде того было государево село, а другая половина в поместьях и в вотчинах за Иваном Фёдоровым сыном Еропкиным».
По окладным книгам 1676 г. при Ильинской церкви значится
2 двора поповых и двор просвирницын, церковной пашни 20 четвертей в поле, сенных покосов на 20 копен. В приходе, состоявшем только из села, было 5 дворов помещиковых, 104 двора крестьянских, 11 дворов бобыльских, и всего 123 двора. По окладу 1676 г. дани положено с Ильинской церкви 3 рубля 1 алтын 5 денег. А прежней дани было 2 рубля 4 алтына 7 денег. И перед прежним прибыло тридцать один алтын.
— 
До 1924 года село входило в состав Панкинской волости, упразднённой вместе с Пронским уездом.
С 1924 года по 1929 год входило в состав Пронской волости Скопинского уезда.
12 июля 1929 года село в составе Пронской волости вошло в состав Пронского района
1 февраля 1963 года село Кисьва совместно с территорией Пронского района было включено в состав Старожиловского района
3 ноября 1965 года был вновь образован Пронский район, куда вновь вошло Кисьва.
7 октября 2004 году село было включено в состав Погореловского сельского поселения.

## Архитектура и достопримечательности
Село застроено одноэтажными частными домами, преимущественно из камня или кирпича, но есть два панельных трёхэтажных дома (один из которых заселён частично). Имеется несколько общественных или административных зданий: клуб, библиотека, почтовое отделение, здание администрации, контора ООО «Агрофирма „Кисьва“».

### Ильинская церковь
В селе расположена недействующая заброшенная Ильинская церковь, год постройки — около 1750 г. Рядом находится сельское кладбище.
Существующая ныне в с. Кисьве деревянная церковь, как показано в Клировых ведомостях, построена около 1750 года.
При ней земли ныне состоит 45 десятин; в состав прихода входят: с. Кисьва с 142 дворами и деревни Кареева (в 6 верстах) с 20 дворами и Мызга (в 5 верстах) с 17 дворами, в коих проживает 683 муж. пола и 749 жен. пола. При церкви имеется в билетах 150 рублей. По штату 1873 г. в причте положены 1 священник и 1 псаломщик.
— 

### Городище Кисьвянское
Ранний железный век. Находится на левом берегу р. Суровки, в 0,8 км к северо-западу от церкви в с. Панкино, в 1 км на восток от села Кисьва. Площадь — 3 гектара. Культурный слой — слой почвы, содержащий остатки жизнедеятельности человека; валы и рвы — остатки укреплений древнего поселения.
В 1997 году городище было исключено из списка памятников истории и культуры федерального (общероссийского) значения.

### Селище Кисьвянское
Относится к XI—XIII вв. Примыкает к валам Кисьвянского городища. Площадь 2 гектара. Культурный слой — слой почвы, содержащий остатки жизнедеятельности человека.
Было включено в список памятников истории и культуры в 1968 г. В 1997 году селище было исключено из списка памятников истории и культуры федерального (общероссийского) значения, но внесено в список памятников истории и культуры местного значения.

## Интересные факты
19 ноября 2020 года в селе был снят ролик «Русская кибердеревня» YouTube-канала Birchpunk, рассказывающий о жизни в типичной русской деревне, но в стиле киберпанк. В течение трёх дней с момента публикации на YouTube ролик собрал 3 миллиона просмотров.